# 松平信敏 (形原松平家)
松平 信敏（まつだいら のぶとし）は、江戸時代後期の丹波国亀山藩の世子。官位は従五位下・若狭守。正室は松平直寛の娘。

## 略歴
6代藩主・松平信豪の六男として誕生した。
信敏誕生以前に、父の養子となって藩主の座を継いでいた第7代藩主・松平信義の養子となる。しかし、家督を継ぐことなく慶応元年（1865年）に17歳で早世した。
代わって、弟の信正が世子となった。